# Dan Scott
 (mai 2011).
Si vous disposez d'ouvrages ou d'articles de référence ou si vous connaissez des sites web de qualité traitant du thème abordé ici, merci de compléter l'article en donnant les références utiles à sa vérifiabilité et en les liant à la section « Notes et références ».
Dan Scott (né Daniel Lewis Scott) est un personnage fictif de la série télévisée américaine Les Frères Scott interprété par Paul Johansson. Dan Scott est né le 29 janvier 1969. 
Il est le principal antagoniste dans les trois premières saisons, puis devient un antihéros dans les quatrième, cinquième, sixième, septième et huitième saisons, pour ensuite devenir un héros dans la neuvième saison. Il mesure 1 m 87.

## Le passé de Dan
Au lycée, Dan Scott était la star de l'équipe de basket, les Ravens de Tree Hill : il joue dans l'équipe avec son frère aîné Keith Scott, bien moins doué que lui. Depuis son enfance, Dan est poussé dans cette voie par son père, Royal, qui espère faire de lui un champion. 
Dan rencontrera Karen Roe au lycée ; ils sortiront ensemble et Karen tombera enceinte, alors que Dan et elle sont tout juste diplômés. Voulant continuer sa carrière de basketteur à l'université, Dan va abandonner Karen, qui gardera néanmoins l'enfant, un garçon qui se nommera Lucas.
A l'université, Dan rencontrera Deborah Lee. L'histoire se répètera : ils sortiront ensemble et elle tombera enceinte. Mais cette fois, Dan, peut-être plus mature, décidera de rester avec elle. Parallèlement, le jour de la naissance de l'enfant de Karen, Dan verra son fils Lucas dans les bras de son frère Keith - et pensera alors que Karen ne désire plus le voir.
Après un accident lors d'un match de basket - une blessure au genou - May, la mère de Dan, suppliera ce dernier d'arrêter ce sport. Sous l'influence de son épouse, Royal cessera également de pousser Dan dans la voie du basket. À la suite de ce changement de vie, Dan s'installera à Tree Hill avec son nouvel amour Déborah, et se mariera avec elle. Il demandera la garde de son fils Lucas, mais Karen refusera. Sachant qu'un procès serait sans espoir, Dan s'écartera alors de Karen et Lucas. L'enfant de Déborah, Nathan, naîtra trois mois seulement après Lucas.

## Saison 1
Dan vit dans une grande et belle maison avec Nathan, son fils de 16 ans, et sa femme Déborah, souvent en voyage. Il dirige une concession de voitures. Dan ne s'entend absolument pas avec Keith, son frère, qui s'est occupé de Lucas depuis sa naissance. Tout comme le faisait Royal envers Dan, Dan cherche à pousser son fils, et celui-ci commence à se rebeller. Quant à son autre fils, Lucas, Dan l'ignore ouvertement, et n'hésite pas à le critiquer vertement, allant jusqu'à lui dire qu'il est indigne de porter son nom. 
Nathan partage cette animosité envers son demi-frère, qui joue par ailleurs dans la même équipe de basket que lui, les Ravens. De cette proximité forcée et de la prise d'indépendance de Nathan naîtra une amitié entre les deux frères. Nathan épousera d'ailleurs Haley, la meilleure amie de Lucas.
La saison s'achève sur la crise cardiaque de Dan, alors que celui-ci se rend compte que son mariage avec Déborah est bien fini.

## Saison 2
Dan s'écarte de Nathan, jugeant le mariage de son fils irresponsable et précipité (Nathan a en effet 16 ans). Par contre-coups, Dan se rapprochera de Lucas, arrivant, à force de chantage et de manipulation, à ce qu'il vienne vivre sous son toit. Nathan le prendra mal et les deux frères s'expliqueront. Dan détourne de l'argent mais quand Lucas le découvrira, il inventera un mensonge qui l'innocentera. lors de l'accident de Nathan, il arrivera enfin à le faire divorcer et à le faire revenir chez lui. Quand son fils voudra intégrer les high flyers, Dan la culpabilisera en lui disant que c'est à cause de son départ que Deb a commencé à se droguer. Karen et Dan vont alors se disputer la garde de Lucas qui décidera d'aller vivre chez son père. Il teste Lucas pour voir s'il est digne de lui, Lucas échoue, mais sera toujours entre les mains de Dan... Il essaie d'expulser des U.S.A Andy, le nouveau petit-ami de Karen. Il paie également Julia pour briser le cœur de Keith, ce qui arrivera malgré l'amour de Julia pour Keith. Déborah apprend de son côté les manigances de Dan et essaie de l'arrêter, le seul moyen étant d'après elle de le tuer. Elle met le feu à la concession de Dan, après l'avoir endormi avec des calmants, espérant ainsi qu'il mourra dans l'incendie...
La fin de la saison se termine sur l'explosion du bureau de Dan...

## Saison 3
Durant cette saison, Dan recherche la personne qui a tenté de le tuer dans l'incendie de sa concession. Au début, ses soupçons se porteront sur Lucas qui est en fait la personne qui l'a sauvé de l'incendie. Ses soupçons se reporteront alors de plus en plus sur son propre frère Keith, qui est de retour à Tree Hill.
Parallèlement, il gagne les élections municipales face à Karen. Il devient alors le nouveau maire de Tree Hill, et utilise ce statut à des fins personnelles (comme par exemple mettre en garde à vue Keith, qui sera très vite relâché, faute de preuves concrètes). Vient ensuite la prise d'otages du lycée par Jimmy Edwards. Dan en profite pour se faufiler au lycée et tue de sang-froid son propre frère, Keith. Il apprendra que Deb et Nathan ont signé une injonction pour lui interdire de s'approcher d'eux. Il fera tout pour regagner la confiance de Nathan et parviendra à convaincre Haley qui l'invitera à son mariage.
À la fin de la saison, lors du re-mariage de Haley et Nathan (en fait simple cérémonie, car lors de leur mariage, seuls les parents d'Haley étaient présents et ils veulent à présent faire une nouvelle cérémonie devant tous leurs amis), Dan apprend que la personne qui a tenté de le tuer n'est pas Keith mais Deborah, son ex-femme. Il est alors rongé par les remords car il se rend compte qu'il a tué son frère qui était innocent.  En rentrant chez lui, il s'aperçoit que quelqu'un a tagué sur son mur à l'aide d'une couleur rouge sang le mot murderer (meurtrier). Avec effroi, il se rend compte que quelqu'un sait qu'il a tué Keith Scott.

## Saison 4
Dan commence sa rédemption. Il regrette tous ses actes et tente de reprendre une place importante dans la vie de Karen et Lucas. Il va se rendre compte qu'il a toujours aimé Karen en réalité. Mais Lucas, troublé par les paroles de Keith dans son rêve, se lance dans une enquête pour connaître la vérité sur la mort de Keith. Son enquête le mène à Abby Brown qui lui avoue que Jimmy n'a effectivement pas tué Keith et que le vrai meurtrier est Dan. Lucas tente par tous les moyens de convaincre sa mère, mais celle-ci croit Dan, qui la persuade que Lucas est émotionnellement instable. Un jour Lucas rentre chez lui avec une arme, menaçant Dan. Celui-ci doit son salut à l'évanouissement de Karen qui s'apprête à accoucher. Dan finit par se dénoncer lui-même à la police, pris de remords.

## Saison 5
Quatre ans plus tard, Dan est toujours en prison, mais en sort grâce à sa bonne conduite. Il sauve Jamie, enlevé par Carrie, sa nounou. Malgré cela, Lucas et Nathan s'en prennent à Dan. 
Dan doit retrouver un travail et il construit des liens avec Jamie, son petit-fils. Sa rédemption commence auprès de ses fils, qui le rejettent. Malheureusement, ses jours sont comptés s'il ne se fait pas vite greffer un cœur. Il est numéro 2 sur la liste de greffes. Le révérend Carter, premier sur la liste, décède, laissant Dan premier à son tour. Mais Dan est aussitôt renversé par une voiture. Au même instant son bippeur, censé l'avertir de la disponibilité d'un cœur à greffer, sonne, laissant son avenir incertain.

## Saison 6
Nous retrouvons Dan quelques semaines plus tard dans une chambre aménagée par la nounou folle de Jamie, Carrie. C'est elle qui l'a renversé, pour se venger de l'avoir empêchée d'enlever Jamie, mais surtout pour attirer le petit garçon dans un piège. Alors que le piège tendu par Carrie fonctionne, Jamie s'enfuit dans un champ de maïs en courant, suivi de près par sa mère, Haley. Haley et Jamie arrivent à s'éloigner de Carrie, ils sont alors secourus en premier par Deb, venue sur place pour aider, puis par Dan qui tue Carrie en légitime défense, afin de sauver sa belle-fille, son ex-femme et son petit-fils. 
Quelques jours plus tard, Nathan remercie son père d'avoir sauvé son fils et sa femme, il lui déclare alors « tu as sauvé ma femme, mon fils, mais tu as tué mon oncle, alors je ne sais plus où nous en sommes ». Cependant il l'autorise à voir Jamie de temps en temps. 
Dan est obligé d'avouer à Jamie que c'est lui qui a tué son oncle Keith lorsque celui-ci se pose des questions sur Keith. Entre-temps, les médecins trouvent un cœur pour Dan mais après un incident, le cœur est mangé par un chien. Dan comprend alors que c'est sa punition pour avoir tué son frère. Dans le dernier épisode de la saison, Dan va voir Whitey pour lui demander pardon, ce que Whitey lui accorde.

## Saison 7
On retrouve Dan Scott un an après, toujours en vie bien qu'on ne lui avait prédit que quelques semaines à vivre. Il a écrit un livre à succès sur le pardon et est maintenant à la tête d'une émission basée sur le même sujet (Scott Free Redemption). Il est marié à Rachel Gatina (ancienne strip-teaseuse), qui est également sa productrice.
Ses relations avec Nathan ne semblent pas avoir évolué, il a obtenu le pardon de son public, mais pas celui de sa famille. 
On apprend au fil des épisodes, à travers des flash-backs, qu'en réalité il n'est plus mourant et qu'il est parti en Amérique du sud pour avoir une greffe du cœur, sur demande de Rachel. Dan est cependant hanté par le jeune homme qui lui a fait don de son cœur. Il ne peut plus supporter de mentir et prend quelques vacances avec Rachel à Tree Hill. Lors de ce qui s’avérera être sa dernière émission, tournée dans le lycée de Tree Hill dans le couloir même où il a tué son frère Keith Scott (d’après une idée de Rachel), il annonce l'arrêt de son émission jugeant le pardon inaccessible. Il reverse la totalité de sa fortune à des associations. Par la suite, Dan demande le divorce : Coup dur pour Rachel qui ne bénéficiera de rien puisque son mari n'a plus de fortune. Rachel s'en va refaire sa vie. Quant à Dan, il quitte une fois de plus Tree Hill avec la chance de pouvoir dire au revoir à son fils Nathan et son petit fils Jamie.

## Saison 8
Dan se fait très rare dans la saison 8. On le voit seulement dans deux épisodes. Après avoir arrêté son émission et avoir perdu sa fortune, Dan créer son propre restaurant en campagne. Il aura la visite de Nathan qui lui donnera des nouvelles de son fils et par la même occasion lui annoncera la naissance de sa fille Lydia. Quinn rencontrera également Dan pour demander conseils. En effet, Quinn et Clay avaient, lors de la saison 7, été victimes d'une tentative de meurtre par Katie Ryan. C'est pour cela qu'à l'insu de Clay, Quinn a pour objectif de se venger en tuant Katie. Finalement Dan conseille à la jeune femme de ne rien faire, et l'histoire n'ira pas plus loin. 

## Saison 9
Dan fait son grand retour lors de cette ultime saison. Après l'incendie qui a ravagé son restaurant, Dan a demandé à Haley de l'héberger quelque temps. Avec l'enthousiasme de Jamie, Haley accepte à la condition que Dan fera ce que Nathan décide lors de son retour. Nathan est très surpris de voir son père chez lui et sa première réaction est de lui demander de s'en aller. Un contretemps va cependant arriver : Clay ayant des problèmes, ne peut pas s'occuper d'une affaire en Europe. C'est donc Nathan (associé de Clay dans l'agence Fortitude) qui remplacera ce dernier. Avant de repartir, Nathan tolère la présence de Dan dans sa maison jusqu'à ce qu'il trouve un nouveau logement. Dan profite donc de son petit fils Jamie et de sa petite fille, et se mêle également des problèmes de sa famille notamment celui de Clay et Quinn. Il devient également le cuisinier du Karen's Café, aidant ainsi Haley seule ce jour-là à cause d'une démission du personnel. Avec le retour prévu de Nathan, Dan s'apprêtait à quitter la maison des Scott. Cependant, la mystérieuse disparition de Nathan provoque un bouleversement à Tree Hill. Haley ira même jusqu'à accuser Dan d'être à l'origine de cette disparition. Ce dernier passe cependant plusieurs jours à rechercher son fils, notamment avec l'aide de Julian et Chris, et finalement Haley, très inquiète. Il finit par découvrir où il se trouve et intervient avec ses deux compères. Dan tue plusieurs ravisseurs avant de se faire tirer dessus en protégeant Nathan. Ils sortent grâce à Julian. 
Lors de ses derniers instants de vie à l'hôpital, Dan reçoit la visite de sa famille, y compris Debbie et Jamie. Lucas refuse d'aller le voir. Juste avant de sombrer, il discute avec Nathan, à qui il explique le meurtre de Keith. Son fils comprend ses erreurs ou son comportement envers lui, mais pas ce meurtre. Nathan lui dit finalement qu'il l'aime avant qu'il ne meurt. Dan meurt, Keith l'emmène avec lui dans le couloir ou Dan l'a tué et lui dit qu'il lui pardonne, puis s'en vont tous les deux vers une lumière blanche, qui les conduit dans leur monde "des morts".